# Oscylator harmoniczny
Oscylator harmoniczny – układ drgający wykonujący ruch harmoniczny. Ruch taki może występować w rozmaitych układach fizycznych, takich jak np. wahadło, cząsteczka, układ elektryczny. Jego badanie można sprowadzić do modelu mechanicznego o jednym stopniu swobody. W układzie takim występuje siła sprężysta {\displaystyle F(r)} proporcjonalna do przemieszczenia {\displaystyle r} tego układu od jego położenia równowagi:
{\displaystyle F(r)=-kr,}
gdzie {\displaystyle k} – tzw. stała sprężystości.
W mechanice wyróżnia się klasyczny oscylator harmoniczny oraz kwantowy oscylator harmoniczny. Ten ostatni stosuje się do układów mikroskopowych, dla których prawa fizyki klasycznej przestają obowiązywać.
Energia potencjalna oscylatora harmonicznego zależy od kwadratu jego przemieszczenia {\displaystyle r} względem położenia równowagi:
{\displaystyle V(r)={\frac {k}{2}}r^{2}.}
Wiele układów fizycznych można opisać za pomocą modelu oscylatora w sposób przybliżony, jeżeli układy te wykonują małe drgania (tj. o małej amplitudzie) w pobliżu położenia równowagi. Rozwijając potencjał w szereg Taylora w pobliżu minimum wystarczająco dokładne jest wtedy przybliżenie do wyrazów kwadratowych (przy założeniu, że wyrazy te są niezerowe). W praktyce oznacza to, że wiele zagadnień świata realnego daje się sprowadzić do zagadnienia oscylatora harmonicznego. Przykładami takich zagadnień są:
1) w mechanice klasycznej:
- wahadło matematyczne,
- wahadło fizyczne,
- masa na sprężynie,
- małe drgania harmoniczne,

2) w mechanice kwantowej:
- drgania sieci krystalicznej,
- potencjał jądrowy,
- kropka kwantowa.

Zagadnienie oscylatora harmonicznego jest ściśle rozwiązywalne zarówno w mechanice klasycznej, jak i kwantowej.
Drgania inne niż harmoniczne (tzn. dla potencjałów opisywanych innymi zależnościami niż kwadratowe, bądź niedające się do nich przybliżyć) nazywa się drganiami anharmonicznymi. Poprawki do ruchu harmonicznego wynikające z innych zależności potencjału niż kwadratowa nazywa się poprawkami anharmonicznymi.